# Hôtel Brettes
L'hôtel Brettes, également dit hôtel d'Artigues, est un hôtel particulier du milieu du XVIIIe siècle situé à Mont-de-Marsan, chef-lieu du département français des Landes. Il accueille la Direction départementale des finances publiques.

## Présentation
L'hôtel Brettes est l'une des plus grandes demeures patriciennes de la ville. Il est situé aux n° 21-23 rue Armand-Dulamon, à proximité de la maison Dupeyré et de la cale des bains, bordée par un pan des anciens remparts de Mont-de-Marsan.
Il a la particularité très rare à Mont-de-Marsan d'avoir son corps de logis principal situé entre cour et jardin, selon la disposition classique à la française à partir du XVIIe siècle. Seules deux autres demeures partageaient ce signe extérieur de distinction, les démarquant des maisons de moindre importance : l'hôtel Papin, aujourd'hui démoli, qui était situé n° 20-22 rue Armand-Dulamon et la maison des Lubet-Barbon, à actuel n° 5 rue Dominique-de-Gourgues, qui perd sa cour d'entrée à la fin du XIXe siècle.
À partir de 1800, ce bel édifice est loué par la commune pour y accueillir les premiers préfets des Landes, du Consulat,  Premier Empire et Première Restauration.

### Historique
Origines
La plus ancienne mention connue de ce qui a donné le bâtiment actuel date de 1654 et figure dans un rôle d'imposition. Jean Bernadet, bourgeois de Mont-de-Marsan, marchand, en est propriétaire après l'avoir acheté à M. de Filhucat. Mais c'est à Jean-Marie d'Artigues que l'on peut attribuer la construction (ou plutôt l'aménagement à partir de bâtiments préexistants et acquis successivement) de l'hôtel tel qu'il est de nos jours. Il constitue à ses débuts la résidence en ville d'une famille ayant atteint le sommet de l'échelle sociale : Jean-Marie d'Artigues, chevalier de l'Ordre royal et militaire de Saint-Louis, capitaine au régiment royal d'artillerie, est en effet issu d'une famille établie à Grenade-sur-l'Adour, où elle exerce au XVIIe siècle l'activité de marchands avant de progressivement s'agréger à la noblesse.
Par acte du 25 septembre 1756, il achète pour la somme de 700 livres la maison, dite « de Bernadet »,  mitoyenne à une première maison qu'il possède déjà et située dans la grande rue du Bourg-Nau. Il réalise cette acquisition auprès de Jean-Pierre Castera, bourgeois, neveu et héritier de Marc-Antoine de Bernadet, conseiller du roi et avocat près le sénéchal de Marsan. Le 2 mai 1758, il complète l'ensemble par l'achat à Jean Labarthe, marchand perruquier, d'une parcelle de terre attenante. L'ensemble foncier ainsi constitué permet à Jean-Marie d'Artigues de construire, ou plus exactement de réaménager à partir des bâtiments existants, ce qui devient l'une des plus belles demeures de la ville et qui prend le nom d'hôtel d'Artigues.
Logement des préfets des Landes
La cité de Mont-de-Marsan est élevée au rang de chef-lieu du département des Landes en 1790. Les bureaux de la nouvelle administration sont primitivement installés dans le couvent des Clarisses, devenu bien national. La fonction de préfet est créée en France le 17 février 1800. Se pose alors la question de la résidence privée du Préfet des Landes. Le maire de la ville, Jean Laurans, pense à cet hôtel particulier, qui est à l'époque un des rares biens de cette qualité disponibles à la location à Mont-de-Marsan, la famille d'Artigues continuant à résider principalement dans sa grande maison de Grenade. Il signe donc un bail avec les deux copropriétaires, Simon d'Artigues et son frère Simon-François, dit « Benjamin », fils de Jean-Marie pour un loyer annuel de 700 francs. La mise à disposition au préfet est faite à partir du 1er frimaire an IX (22 novembre 1800), avant d'être officialisée devant notaire le 10 pluviôse (30 janvier 1801). Le bail précise que le préfet dispose de la cour d'entrée, du corps de logis central, de la terrasse, du jardin et des terrains y faisant suite jusqu'à la Douze. Il jouit en outre « d'une remise de voitures avec écurie et grenier à foin dessus et d'un chai à bois », le tout situé dans l'aile gauche des bâtiments encadrant la cour d'entrée. Les bailleurs se réservent quant à eux le reste des bâtiments situés de part et d'autre de l'entrée. Ce bail est initialement conclu pour une durée de neuf ans à compter du 1er frimaire an IX (22 novembre 1800). Les préfets Alexandre Méchin, Jean-Marie Valentin-Duplantier, Charles d'Angosse, Joseph Marie de Carrère de Loubère résident tour à tour en ces lieux. Leurs successeurs occupent l'hôtel de préfecture des Landes, dont la construction dure de 1810 à 1818. 
Après les préfets
Le 19 décembre 1854, Nicolas d'Artigues, propriétaire, habitant à Grenade, vend pour 20 000 francs l'hôtel à Jean, Bernard, Marie, Paul Brettes (né le 26 septembre 1827, mort à une date inconnue), substitut du procureur impérial du tribunal de première instance de Dax, en gardant la propriété d'une plus petite maison mitoyenne à l'est, l'ancienne maison Labarthe. De cette époque date la construction du portail monumental, de la grille en fer forgée et des ornements aux ouvertures sur la rue.
En 1893, la maison est mentionnée comme étant la propriété de la « veuve Brettes », née de Muret. En 1918, elle appartient à Camille Brettes, qui décède en janvier 1943. En 1945, elle est à Marie-Thérèse Brettes, épouse de Pierre de Portal. Elle est vendue à l’État en 1957. À partir des années 1960, le site accueille la Direction départementale des finances publiques.

### Architecture
Extérieure
Le corps de logis s'élève au fond d'une cour donnant sur la grande rue. La façade tournée vers la Douze est bordée d'une terrasse que prolonge un jardin. La sobriété et la symétrie caractérisent la façade du corps de logis. Les cinq baies à l'étage sont encadrées de pierre et lignées d'une corniche. La même alternance se retrouve au rez-de-chaussée auquel on accède par une porte encadrée de deux fins pilastres et surmontée d'une corniche moulurée.
Intérieure
Le bail donne description générale de l'intérieur du bâtiment principal, qui comporte sept pièces dotées d'une cheminée, réparties sur deux niveaux :
- au rez-de-chaussée : un vestibule sous l'escalier, une salle-à-manger, un salon et une « chambre verte » ;
- au premier étage : un « appartement jaune » et un « appartement abricot », composés chacun d'une chambre et d'au moins deux cabinets, auxquels s'ajoutent les logements de trois domestiques[3].

Les ailes abritent essentiellement les communs.

## Galerie

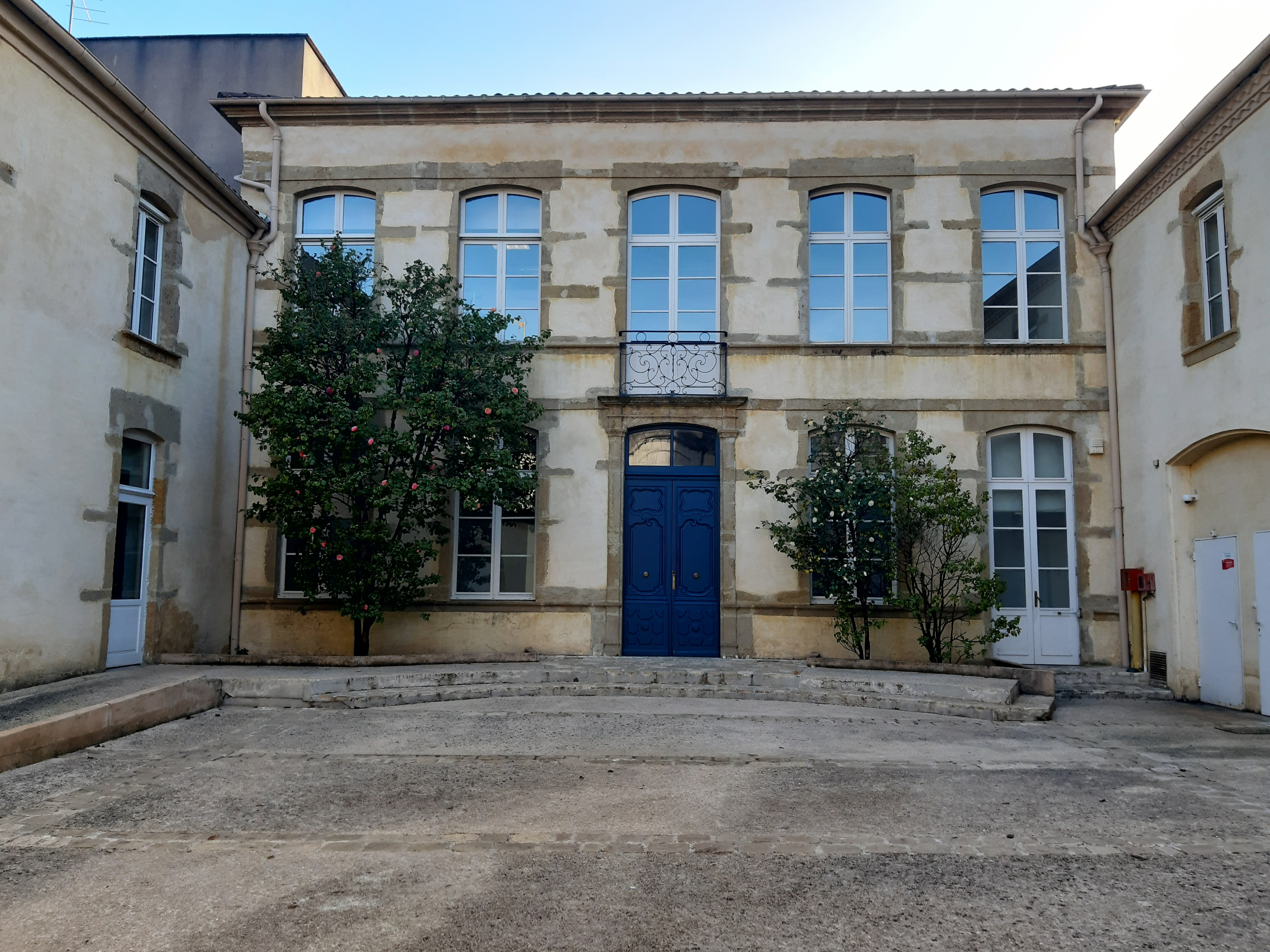
Façade sur cour de l'hôtel Brettes